# Liste d'œuvres impliquant le voyage dans le temps
Cette page regroupe des œuvres impliquant le voyage dans le temps.

## Bandes dessinées
Par ordre alphabétique
- Apocalypse Mania débute par la conclusion de l’intrigue au cours de laquelle le héros accomplit un voyage dans le passé.
- Arthur le fantôme justicier de Cézard utilise la machine inventée par le professeur Mathanstock pour remonter le temps et poursuivre des criminels.
- Les aventures de Luther Arkwright (1978) de Bryan Talbot, présente un héros voyageant entre les dimensions, époques, et univers parallèles.
- Aymone de Jean-Marie Brouyère et Renaud : un bracelet magique lui permet de voyager dans le temps.
- Blake et Mortimer, série créée par Edgar P. Jacobs. On assiste à des voyages temporels dans Le Piège diabolique (1960) de Jacobs et L'Étrange Rendez-vous (2001) de Jean Van Hamme et Ted Benoit.
- Bob et Bobette de Willy Vandersteen, où les héros empruntent dans de nombreux albums la machine du professeur Barabas pour aider des personnes dans le passé.
- Brick Bradford (1933), Brick Bradford est le premier héros de bande dessinée de science-fiction à pouvoir voyager dans le temps.
- Buck Rogers (1929)
- Les Chronokids par Zep et Stan et Vince :  Adèle et Marvin achètent chez un antiquaire un téléphone portable un peu bizarre qui possède une fonction incroyable : celle d'envoyer ses possesseurs dans le temps, afin de visiter en vrai les époques qu'on ne connait d'habitude qu'à travers les pages ennuyeuses des livres d'école.
- Dragon Ball Z : une machine est utilisée par plusieurs personnages à différents moments, et coexistent plusieurs réalités engendrées par la machine elle-même, selon la « théorie des univers multiples ». Trunks en est l'un des principaux utilisateurs.
- Erased par Kei Sanbe, prépublié dans le magazine Young Ace : Au début de l’œuvre, le personnage principal, Satoru Fujinuma est ramené 18 ans auparavant, lui donnant ainsi la possibilité d'arrêter un criminel qui avait enlevé et assassiné trois de ses camarades.
- L'École emportée, manga de Kazuo Umezu : une école primaire se retrouve soudainement emportée dans un futur où la Terre est un immense désert.
- Une épatante aventure de Jules, par Emile Bravo : Jules, 12 ans, fait un voyage interstellaire de quelques semaines, mais sur Terre, huit ans se sont écoulés.
- Mickey à travers les siècles de Pierre Fallot et Ténas : au début de chaque histoire, Mickey est transporté dans une période historique où il vit une aventure. À la fin de l'histoire, un choc sur la tête le transporte vers une autre époque et une autre aventure.
- Sailor Moon, grâce à une clé magique qui permet de voyager dans le temps, les personnages de la jap animation se projettent du XXe au XXIe siècle afin de découvrir ce qui arriva à la Terre. Chibiusa est un personnage ayant voyagé du XXXe siècle pour obtenir l'aide de Sailor Moon, au XXe siècle.
- Tokyo Revengers, de Ken Wakui, Mars 2017 - En cours. Manga du genre Furyo, ou le protagoniste Takemichi Haganaki effectue divers voyages dans le passé.
- Universal War One de Denis Bajram décrit les conséquences de voyages dans le temps via des wormholes (trous de vers). On y découvre, entre autres, une théorie réfutant toute possibilité de paradoxe temporel.
- Vortex de Stan et Vince : au cours d'une expérience top-secret, des inconnus surgis de nulle part volent les plans d'une machine à voyager dans le temps. Les agents américains Tess Wood et Campbell sont immédiatement chargés de traquer les voleurs jusqu'en l'an 3020…
- Zipang, manga de Kaiji Kawaguchi : l'histoire d'un destroyer japonais du XXIe siècle se retrouvant projeté en 1942 en pleine guerre du Pacifique à la suite d'un orage électro-magnétique qui s'inspire du film Nimitz, retour vers l'enfer (The Final Countdown), tiré du roman homonyme

## Cinéma
Voir aussi : Liste de films de voyages dans le temps.
Par ordre chronologique
- François Ier (1937), de Christian-Jaque. Un forain se fait hypnotiser pour être transporté, dans le passé, à la cour du roi de France
- Sirius (1942) de Dezsõ Ákos Hamza, le professeur Sergius invente une machine capable de voyager dans le temps.
- C'est arrivé demain (1944), de René Clair. Un homme reçoit le journal du lendemain, film qui inspira la série TV Demain à la une (Early Edition, 1996)
- Time Flies (1944), de Walter Forde. Un groupe de music hall se retrouve propulsé dans l’Angleterre du XVIe siècle à l'époque d'Elizabeth I.
- Un Yankee à la cour du roi Arthur (A Connecticut Yankee in King Arthur's Court) par Tay Garnett (1949). D'après Mark Twain et avec Bing Crosby.
- La Machine à explorer le temps (1960), de George Pal
- La Jetée (1962), de Chris Marker, qui a inspiré L'Armée des douze singes (Twelve Monkeys) de Terry Gilliam
- The Time Travelers (en), d'Ib Melchior (1964). Un film de « série B » devenu culte : on y voit le Lumigraph d'Oskar Fischinger, un portail temporel et le finale en boucle infinie. Inspira la série TV Au cœur du temps.
- Je t'aime, je t'aime, d'Alain Resnais (1968) d'après un scénario de Jacques Sternberg
- La Planète des singes (1968-2001), d'abord série de cinq films puis d'un remake.
- Idaho Transfer (en) de Peter Fonda (1973). Une machine très épurée, un film devenu culte.
- Les Guerriers de l'apocalypse (Sengoku jieitai) (1979), de Kōsei Saitō. Des soldats japonais, de notre temps, se retrouvent dans le Japon féodal du XVIe siècle.
- Un cosmonaute chez le roi Arthur (Unidentified flying oddball) (1979), de Russ Mayberry. Un astronaute et son robot se trouvent propulsés accidentellement dans l'Angleterre du VIe siècle du roi Arthur.
- C'était demain (Time After Time) (1979), de Nicholas Meyer, dans lequel H. G. Wells poursuit Jack l'Éventreur dans le temps…
- Nimitz, retour vers l'enfer (1980), de Don Taylor
- Quelque part dans le temps (Somewhere in Times) (1980), de Jeannot Szwarc avec Christopher Reeve
- Bandits, bandits (1981), de Terry Gilliam
- Le Voyageur imprudent (1982), de Pierre Tchernia (TV) d'après Le Voyageur imprudent de René Barjavel
- Les maîtres du temps (1982),  René Laloux, dessins de Mœbius
- Timerider (1982). Un motard qui participe à une compétition de motocross se retrouve projeté en 1877.
- Philadelphia Experiment (1984), de Stewart Raffill. Suivi de Philadelphia Experiment II (1993) pour la TV.
- Terminator (1984-2003), de James Cameron (1 et 2) et Jonathan Mostow (3), série de quatre films
- Les Aventuriers de la 4e dimension (1985), de Jonathan R. Betuel
- Retour vers le futur (1985-1990), de Robert Zemeckis, série de trois films
- Biggles (1986), de John Hough
- Le Vol du Navigateur (Flight of the Navigator) film de science-fiction américain de Randal Kleiser sorti en 1986 (David Freeman réapparaît huit ans après sa disparition sans avoir pourtant vieilli d'une seule année)
- Peggy Sue s'est mariée (1986), de Francis Ford Coppola
- Star Trek 4 : Retour sur Terre (1986), de Leonard Nimoy
- Le Navigateur : Une odyssée médiévale (The Navigator: A mediaeval odyssey) (1988), de Vincent Ward. Pour échapper à la peste noire de 1348, en Angleterre, des amis creusent un tunnel qui les conduit en Nouvelle-Zélande en l'an 1988.
- Au-delà du temps (Running against time) (1990) (TV), de Bruce Seth Green. Un homme remonte le temps pour tenter de sauver J.F.Kennedy.
- L'Excellente Aventure de Bill et Ted (Bill & Ted's Excellent Adventure) (1989), de Stephen Herek, suivi de Les Aventures de Bill et Ted (Bill & Ted's Bogus Journey) (1991) de Peter Hewitt. Un duo d'apprentis guitaristes heavy metal voyage à bord d'une cabine téléphonique.
- Le Voyage dans le temps (The Time Game) (1992) (TV), de Alister Smart. Faussement accusé d’avoir mis le feu à son école, Tony emprunte la machine a remonter de son grand-père et se retrouve en Australie à l’époque coloniale…
- Evil Dead 3  (1992), de Sam Raimi, Ash se retrouve prisonnier de l'an 1300 après avoir créé un trou dans l'espace-temps à la fin de Evil Dead 2.
- Timescape - Le passager du futur (1992) de David Twohy
- 12 h 01, prisonnier du temps (1993), de Jack Sholder. Un homme revit plusieurs fois la même journée.
- Un jour sans fin (1993) de Harold Ramis. Un homme revit sans cesse la même journée.
- Les Visiteurs (1993), Les Visiteurs 2 (1998) et Les Visiteurs 3 (2016), série de films de Jean-Marie Poiré, plus un remake américain, Les Visiteurs en Amérique (2001), ne prenant pas en compte les films français.
- Timecop (1994), de Peter Hyams. Suivi de Timecop 2 : La Décision de Berlin (2003)
- L'Armée des douze singes (1995), de Terry Gilliam, inspiré du film La Jetée de Chris Marker
- Les Langoliers (1995), de Tom Holland (TV), adaptation de la nouvelle Les Langoliers de Stephen King.
- Timemaster (1995)  de James Glickenhaus
- Star Trek : Premier Contact (1996), de Jonathan Frakes
- Future War (1997), d'Anthony Doublin
- Rétroaction (Retroactive) (1997), de Louis Morneau. Karen remonte plusieurs fois le temps et essaie d'empêcher des meurtres sur une route de campagne, mais à chaque fois les choses se passent différemment.
- Perdus dans l'espace (Lost in Space) (1998), de Stephen Hopkins. Le voyage dans le temps n'est pas le sujet principal de ce film, mais il y fait référence vers la fin.
- Le Chevalier hors du temps (A Knight in Camelot) (1998) (TV), de Roger Young.
- Sphère (1998)  de Barry Levinson. Le voyage dans le temps n'est pas le sujet principal de ce film, mais est l'un des nombreux éléments de l'intrigue.
- Chasseurs de frissons (The Time Shifters) (1999) (TV), de Mario Azzopardi. Une agence de voyages dans le temps propose de vivre les grandes catastrophes…
- Passé virtuel (1999), de Josef Rusnak. Il ne s’agit d’ailleurs pas vraiment dans ce film de voyage dans le temps à proprement parler, mais plutôt entre divers plans de réalité dont chacun modèle l’autre en fonction d’éléments de son propre passé.
- Peut-être (1999), de Cédric Klapisch
- La Montre à remonter le temps (For all time) (2000) (TV), de Steven Schachter. Un dessinateur publicitaire découvre qu'une montre ancienne lui permet de voyager dans Somerville, à la fin du XIXe siècle. Il y fait la connaissance d'une femme…
- Fréquence interdite (2000), de Gregory Hoblit
- Happy Accidents (2000) de Brad Anderson. Un homme vivant en 2437 fait un rétrovoyage pour retrouver une femme, qui vivait à notre époque, dont il tombe amoureux en voyant une photo.
- Deuxième vie (2000), de Patrick Braoudé. Un Parisien trentenaire indécis est projeté soudainement de 1982 à 1998.
- Le Chevalier Black (Black knight) (2001), de Gil Junger. À la suite d'un accident, un homme est projeté à l'époque médiévale.
- Les Rois mages (2001), de Didier Bourdon et Bernard Campan. Les rois mages se trouvent propulsés à notre époque.
- Donnie Darko (2001), de Richard Kelly
- La Machine à explorer le temps (2002) de Simon Wells
- Returner (2002) de Takashi Yamazaki
- Kate et Léopold (2002), de James Mangold. Un gentleman de la fin du XIXe siècle est transporté à notre époque.
- À la poursuite du passé (Das Jesus Video) (2002) (TV allemand), de Sebastian Niemann. Un archéologue allemand découvre dans une tombe un squelette datant du Ier siècle mais l'un des os comporte une prothèse en titane… Inspiré du roman Jésus vidéo.
- Prisonniers du temps (2003) de Richard Donner. Une équipe de scientifiques remonte à l'époque de la guerre de Cent Ans
- Paycheck (2003), de John Woo. Un ingénieur ayant construit un télescope permettant de voir l'avenir, n'a que quelques heures pour retrouver la mémoire et empêcher sa mort…
- Primer (2004), de Shane Carruth. 2 hommes construisent une sorte de conteneur monoplace leur permettant de remonter de quelques heures dans le temps. Ils l'utilisent pour manipuler leurs placements boursiers. Très vite, ils sont dépassés…
- 5 jours pour survivre (5ive Days to Midnight) (2004) (TV), de Michael W. Watkins. Un homme reçoit une mallette contenant des informations sur son avenir.
- L'Effet papillon (2004), de Eric Bress, ainsi que les deux suites en 2006 et 2009. Un homme a le pouvoir de retourner dans son passé quelques instants. Mais à chaque fois cela change toute sa vie.
- Harry Potter et le prisonnier d’Azkaban (2004), Harry et Hermione remontent le temps de quelques heures… Inspiré du roman éponyme.
- The Jacket (2005) de John Maybury. Au cours d’un traitement psychiatrique, un homme parvient à s’incarner dans le futur.
- Un coup de tonnerre (A Sound of Thunder) (2005) de Peter Hyams. D'après une nouvelle de Ray Bradbury.
- Slipstream (2005), de David van Eyssen. Un scientifique teste un appareil lui permettant de remonter 10 minutes dans le temps. Il se retrouve au milieu d'une attaque de banque…
- Samurai commando mission 1549 (Sengoku jieitai 1549) (2005), de Masaaki Tezuka. Remake de Les Guerriers de l'apocalypse (1979)
- Déjà vu (2006), de Tony Scott
- Entre deux rives (2006), de Alejandro Agresti. Deux personnes communiquent entre le présent et le passé.
- La Traversée du temps (2006). Film d'animation de Mamoru Hosoda qui raconte l'histoire de Makoto, une jeune fille qui réussit à faire des sauts dans le temps.
- La Science des rêves (2006). Film de Michel Gondry dans lequel le héros Stéphane Miroux a inventé une machine permettant de voyager une seconde en avant ou en arrière dans le temps, chose inutile à effet comique.
- Next (2007) de Lee Tamahori. Un homme est capable de visualiser son futur avec deux minutes d'avance. Inspiré d'un récit de Philip K. Dick.
- Timecrimes (Los Cronocrimenes) (2007), de Nacho Vigalondo. Un homme retourne accidentellement une heure en arrière et cherche à réparer ses erreurs…
- Minutemen : Les Justiciers du temps (TV, 2008), de Lev L. Spiro. Trois lycéens voyagent dans le temps pour lutter contre l'humiliation de leurs camarades…
- Stargate : Continuum (TV, 2008) de Martin Wood
- Hors du temps (The time traveler's wife) (2009), de Robert Schwentke. Un homme possède des gènes le faisant voyager dans le temps…
- La Machine à démonter le temps (2009) de Steve Pink (en). Trois copains revivent leur jeunesse : après avoir déréglé un spa, ils retournent dans les années 1980…
- Les frontières du passé (Time Warp) (2009), de Jorgo Papavassiliou
- Triangle (2009) de Christopher Smith. Un groupe d’amis part en mer à bord d’un voilier. Des événements étranges ne tardent pas à se produire.
- Star Trek (2009) de J. J. Abrams.
- Mr Nobody (2010) de Jaco Van Dormael. En 2092, un homme âgé de 118 ans, se remémore à travers différents flashbacks son passé, tout en modifiant à chaque fois celui-ci.
- Source Code (2011) de Duncan Jones. Un homme est envoyé, à plusieurs reprises, dans le passé pour découvrir l'identité d'un poseur de bombes.
- Retour mortel (Ticking Clock) de Ernie Barbarash (2011)
- Case départ (2011)
- King Rising 2 : Les Deux Mondes (2011) de Uwe Boll. Un ancien soldat vivant à l'époque moderne se retrouve plusieurs centaines d'années dans le passé dans un royaume fictif.
- Timecrimes (??). Remake de la version, du même nom, de 2007.
- Men in Black 3 (2012) de Barry Sonnenfeld.
- Looper (2012) de Rian Johnson. Dans un futur proche, la Mafia expédie ses victimes dans le passé, à notre époque, où des tueurs les éliminent.
- Safety Not Guaranteed (2012). Trois journalistes enquêtent sur le mystérieux auteur d'une petite annonce qui cherche un compagnon pour voyager dans le temps.
- Camille redouble (2012) de Noémie Lvovsky.
- Il était temps (About Time) (2013) Alors que Tim vient d'avoir 21 ans, il apprend par son père qu'il peut voyager dans le temps.
- La Ligue des justiciers : Le Paradoxe Flashpoint (2013), Flash remonte le temps et créée un paradoxe temporel.
- Rouge rubis (Rubinrot)) (2013)
- Bleu saphir (Saphirblau) (2014)
- Edge of Tomorrow (2014) de Doug Liman, tiré du livre All You Need Is Kill (オール ユー ニード イズ キル) de Hiroshi Sakurazaka.
- Le Chemin du passé (2014) de Richie Mehta (titre original : I'll follow you down)
- X-Men: Days of Future Past (2014)
- Predestination (2014) de Michael et Peter Spierig, tiré de la nouvelle Vous les zombies de Robert A. Heinlein.
- Interstellar (2014) de Christopher Nolan, un groupe d’explorateurs utilise une faille récemment découverte dans l’espace-temps afin de partir à la conquête des distances astronomiques dans un voyage interstellaire pour sauver l'humanité de l'extinction.
- Projet Almanac (2014) de Dean Israelite, quatre adolescents font une découverte qui va changer leur vie : une machine aux possibilités infinies…
- Synchronicity (2015) de Jacob Gentry
- Bis (2015) de Dominique Farrugia
- Narcopolis (2015) de Justin Trefgarne
- ARQ (2016) de Tony Elliott
- Alice de l'autre côté du miroir (2016)
- Vert émeraude (Smaragdgrün) (2016)
- Batman v Superman : L'Aube de la justice (2016), Flash remonte le temps pour prévenir Batman.
- La Colle (2017)
- Commando Ninja (2018)
- Avengers : Endgame (2019), Iron Man et Hulk mettent au point un processus permettant d’utiliser la capacité d'Ant-Man d’utiliser une dimension parallèle pour voyager dans l'espace et dans le temps pour contrer l’œuvre de Thanos. Ce dernier le découvre et utilisera la même procédure pour les en empêcher.
- Justice League Dark: Apokolips War (2020), Flash remonte le temps pour réparer les erreurs des héros.
- Zack Snyder's Justice League (2021), Flash remonte le temps pour empêcher le monde d'être détruit par les boîtes-mères.
- Le Visiteur du futur (2022)
- The Flash (2023), Flash remonte le temps et créée un paradoxe temporel.

## Romans, contes et nouvelles

### Jusqu'auXVIIIesiècleinclus
Par ordre chronologique
- Le cycle arthurien où Merlin change le cours des événements.
- L'évocation d’anges venant du futur dans « la Magie Angélique », système développé par John Dee.
- La Tempête de Shakespeare (1611) : le magicien Prospero modifie la courbe du temps.
- Complément au Voyage vers l'Ouest de Wu Cheng'en (vers 1640).
- Memoirs of the Twentieth Century (en) de Samuel Madden (en) (1733), premier roman du genre, inédit en français.
- L'An 2440, rêve s'il en fut jamais (1771) de Louis-Sébastien Mercier.

### XIXesiècle
Par ordre chronologique
- Le Dernier Homme de Mary Shelley (1823), le récit du dernier des hommes transmis à ses ancêtres, également l'un des premiers romans post-apocalyptiques.
- Le Monde tel qu'il sera d'Émile Souvestre (1846), où des amants s'endorment, passés pour morts ils se réveillent en l'an 3 000.
- Paris avant les Hommes de Pierre Boitard (1861), des hommes du XIXe siècle entre en contact avec des hommes de la Préhistoire.
- Paris au XXe siècle de Jules Verne (1863), une satire du progrès.
- The Clock that Went Backward (en) de Edward Page Mitchell (1881), ce conte est l'histoire d'une horloge capable de transporter le narrateur au XVIe siècle ; aurait inspiré H. G. Wells.
- El Anacronópete d'Enrique Gaspar y Rimbau (1887), cet auteur espagnol offre une première description de machine à voyager dans le temps.
- Un rêve de John Ball (A Dream of John Ball) de William Morris (1888), où le prêtre John Ball (1338-1381) rentre en contact avec la fin du XIXe siècle.
- The Chronic Argonauts de H. G. Wells (1888), nouvelle écrite 7 ans avant La Machine à explorer le temps où il est déjà question d'une machine.
- The Woman Who Did, The British Barbarians: A Hill-Top Novel (1895), de Charles Grant Blairfindie Allen (1848-1899) : un scientifique du XXVe siècle arrive à Londres sous Victoria et se heurte aux tabous sexuels.
- Un Yankee à la cour du roi Arthur de Mark Twain (1889).
- Tourmalin's Time Cheques (1891) par l'Anglais Thomas Anstey Guthrie (1856-1934), une nouvelle humoristique qui explore le paradoxe temporel.
- La Machine à explorer le temps de H. G. Wells (1895) : évite le paradoxe temporel.
- Commentaire pour servir à la construction pratique de la machine à explorer le temps d'Alfred Jarry (revue Mercure de France, 1899) : une solution proposée par l'inventeur de la 'Pataphysique.

### XXesiècle
Par ordre chronologique
- A Round Trip to the Year 2000, or A Flight Through Time (1903) de William Wallace Cook (1867-1933).
- The Panchronicon (1904) de Harold Steele Mackaye (1866-1928).
- Le passé merveilleux (1909) d'Octave Béliard (1876-1951) : où l'on apprend que l'histoire de Romulus et Remus est le fruit d'un voyage dans le temps.
- Voyage au pays de la quatrième dimension (1912), de Gaston de Pawlowski.
- The Clockwork Man (1923) d'Edwin Vincent Odle (1890-1948), un cyborg de l'année 8000 parvient à visiter notre époque. Son frère Alan Odle est illustrateur.
- La Nef d'Ishtar (en) (The Ship of Ishtar), d'Abraham Merritt (1924)
- Armaggedon 2419 AD (1928), une nouvelle de Philip Francis Nowlan qui donna naissance à Buck Rogers.
- L'Appel du passé (The Middle Window) de Elizabeth Goudge (1935) : Une jeune femme renoue avec sa vie antérieure.
- Les Guerriers du temps (The Legion of Time, 1938) de Jack Williamson : premier récit à envisager le voyage temporel comme un moyen pour réparer le présent.
- De peur que les ténèbres de Lyon Sprague de Camp (1939) : un archéologue américain se retrouve propulsé dans la Rome du VIe siècle (uchronie).
- Un self made man (1941), une nouvelle de Robert A. Heinlein qui traite le paradoxe temporel de façon inédite.
- Le Voyageur imprudent de René Barjavel (1943) : où serait énoncé pour la première fois le paradoxe du grand-père.
- Le Paradoxe perdu, nouvelle de Fredric Brown.
- L’Œil du purgatoire de Jacques Spitz (1945) : roman qui imagine une prise de drogue pour voyager dans le temps.
- Saison de grand cru (1946) de C. L. Moore et Henry Kuttner, nouvelle expliquant que des visiteurs du futur peuvent venir en touristes dans le passé, sans se soucier des autochtones qu'ils rencontrent.
- Moi, moi et moi (1947), nouvelle humoristique de William Tenn, faisant état des paradoxes temporels si un homme se rencontre lui-même dans le passé, ou même plusieurs de ses doubles.
- E for Effort (1947) de T. L. Sherred (1915-1985) : l'invention d'une machine à voir l'ensemble du continuum temporel conduit à la fin du monde.
- La Décalogie des Princes d'Ambre de Roger Zelazny ( -1995) : Les princes voyagent d'univers parallèles en univers parallèles et traversent les âges (le héros devient amnésique lors de la peste de 1666 à Londres, et sort de son amnésie de nos jours..).
- Dans le torrent des siècles de Clifford D. Simak (1951) : le personnage principal effectue plusieurs voyages dans le temps (passé, « présent », futur) afin d'échapper à ceux qui ne souhaitent pas qu'il écrive un certain livre.
- Les Armureries d'Isher (1951) de A. E. Van Vogt : l'énergie temporelle (chronons), et voir aussi ses autres romans comme Pour une autre Terre (relation entre vitesse de déplacement et temps vécu), La Dernière Forteresse, L'Horloge temporelle (un petit-fils épouse sa grand-mère).
- Un coup de tonnerre (1952), nouvelle de Ray Bradbury : au cours d’une partie de chasse préhistorique, un papillon est écrasé par erreur. Lors de leur retour dans le présent, les personnages découvrent un monde qui n’est pas modifié dans ses structures profondes, mais seulement dans des détails… d’importance.
- Une nuit interminable (1953), nouvelle de Pierre Boulle
- Du sang !, courte nouvelle de Fredric Brown (1955) : les deux derniers vampires cherchent un asile sûr pour faire revivre l'espèce vampirique.
- La Fin de l'Éternité de Isaac Asimov (1955) : énonce les conséquences d’un contrôle du temps par l’homme.
- Comment fut découvert Morniel Mathaway de William Tenn (1955) : nouvelle humoristique traitant d'un paradoxe temporel.
- L'Homme qui était arrivé trop tôt de Poul Anderson (1956) : un homme du XXe siècle est envoyé au cours d'une tempête mille ans dans le passé
- La Patrouille du temps de Poul Anderson (1955-1960) : elle est destinée à prévenir les paradoxes temporels ; le cycle se poursuit avec Katherine Kurtz jusqu'en 1998 (Le Patrouilleur du temps (t2), La Rançon du temps (t3), et Le Bouclier du temps (t4))
- Une porte sur l'été de Robert Heinlein (1956)
- Souvenir lointain, nouvelle de Poul Anderson (1957)
- Aristotle and the Gun (en), nouvelle de Lyon Sprague de Camp (1958)
- L'Homme qui tua Mahomet d’Alfred Bester (1959) : notion d’univers multiples que l’observateur ne peut gommer, mais dont il peut tout au plus… s’exclure !
- Vous les zombies, nouvelle de Robert Heinlein (1959) : un homme est la fois son père, sa mère, son amant, par suite de boucles temporelles imbriquées
- The Voices of Time (short story) (en) de J. G. Ballard (1960)
- La Planète des singes de Pierre Boulle (1963)
- Simulacron 3 de Daniel F. Galouye (1964) adapté entre autres par Rainer Werner Fassbinder
- Les Tueurs de temps de Gérard Klein (1965)
- Les Fleurs Bleues de Raymond Queneau (1965) : histoire oscillant entre deux individus, l'un vivant dans les années 1960 et l'autre étant un personnage médiéval qui semble voyager à travers l'histoire jusqu'à l'époque du premier.
- En attendant l'année dernière de Philip K. Dick (1966) : le voyage dans le temps est provoqué par l'ingestion d'une drogue.
- À l'ouest du temps de John Brunner (1967)
- Cryptozoïque de Brian Aldiss (1967)
- Les Déserteurs temporels de Robert Silverberg (1967)
- Les Déportés du Cambrien de Robert Silverberg (1968)
- Voici l'homme de Michael Moorcock (1968). Le héros se rend dans une machine à l'époque du Christ.
- La Maison sur le rivage de Daphné du Maurier (1969)
- Les Temps parallèles de Robert Silverberg (1969)
- Abattoir 5 de Kurt Vonnegut (1969). Le narrateur voyage dans le temps et sur une autre planète.
- Le Voyage de Simon Morley de Jack Finney (1970) : le personnage principal est envoyé dans le passé grâce à un phénomène mental proche de l’hypnose.
- L'Année du soleil calme de Wilson Tucker (1970)
- Le Disque rayé de Kurt Steiner (1970) mêlant voyage temporel et uchronie
- Les Voyages électriques d'Ijon Tichy de Stanislas Lem (1971) : dans le « Septième voyage », Ijon Tichy, le héros, se sert du temps pour résoudre un problème car il faut être deux pour réparer le vaisseau sur lequel il voyage, alors que c'est un monoplace.
- Les Conquérants de l'impossible de Philippe Ebly (1971-2007). Série de 19 romans dans lesquels les héros voyagent dans le temps.
- Les Yeux du temps de Bob Shaw (1972) : un ingénieur conçoit du « verre mémoriel ».
- Les Danseurs de la fin des temps, saga de Michael Moorcock (1972-1976)
- L'Homme éclaté de David Gerrold (1973) : un jeune homme, en 1974, hérite d'une ceinture lui permettant de voyager dans le temps.
- Le Temps incertain de Michel Jeury (1973)
- Histoires de voyages dans le temps (1975) : anthologie de nouvelles.
- Le Jeune Homme, la Mort et le Temps de Richard Matheson (1975)
- Les Évadés du temps est une série romanesque fantastique écrite par Philippe Ebly, comprenant 9 romans (de 1977 à 1988).
- Histoires à rebours (1976) : anthologie de nouvelles plutôt humoristiques.
- C'était demain de Karl Alexander (en) (1979), livre adapté au cinéma la même année.
- Liens de sang de Octavia Butler (1979) : une femme retourne dans son passé sauver la vie de son ancêtre tant qu'il n'a pas de descendance
- Qui va là ? de Bob Shaw (1979) : dans le futur, un soldat dont on a effacé la mémoire trouve par hasard une machine à voyager dans le temps et découvre pourquoi il s'était engagé.
- Le Dernier Jour de la Création de Wolfgang Jeschke (1981)
- La Saga des exilés de Julian May (1981-1984)
- Millénium de John Varley (1983)
- La Captive du temps perdu de Vernor Vinge (1986)
- Replay de Ken Grimwood (1986)
- Opération pendule de Robert Silverberg (1987)
- Le Temps paralysé (Lightning) de Dean Koontz (1988) : les nazis inventent une machine permettant de voyager dans le futur.
- Vint un chevalier (A Knight in Shining Armor) de Jude Deveraux (1989) : Une jeune femme aide un homme étrange, surgit du passé.
- Le Temps du twist de Joël Houssin (1990)
- À travers temps de Robert Charles Wilson (1991)
- Sept Jours pour expier de Walter Jon Williams (1991) : une expérience dans un centre de recherche en physique quantique ramène accidentellement dans le présent un homme mort 20 ans plus tôt.
- Cycle du temps de Henri Vernes (1993) : par le créateur de Bob Morane
- Péplum d’Amélie Nothomb (1996)
- Le Grand Livre (1992) de Connie Willis
- Cycle Hypérion et Endymion de Dan Simmons (1989-1997)
- Druss la légende de David Gemmel (1994) : on voit le futur sans pouvoir le changer.
- Les Vaisseaux du temps de Stephen Baxter (1995).
- La Rédemption de Christophe Colomb de Orson Scott Card (1996) : voyage non rétrograde destiné à empêcher la décimation des peuples indigènes d'Amérique.
- Sans parler du chien de Connie Willis (1997) : le continuum se protège lui-même des paradoxes temporels en provoquant des erreurs de destination et d'heures d'arrivée quand l'on veut changer l'Histoire.
- Harry Potter et le prisonnier d’Azkaban de J. K. Rowling (1999), où l'auteur fait état du « retourneur de temps », utilisé par Hermione Granger.
- Prisonniers du temps (1999) de Michael Crichton.
- Le Lard bleu  (1999) de Vladimir Sorokine.
- Guerre & Guerre (1999) de László Krasznahorkai.

### XXIesiècle
Par ordre chronologique
- Thursday Next de Jasper Fforde, série de six romans dont le premier est paru en 2001 (L'Affaire Jane Eyre), dans lesquels une division spéciale de la police s'occupe de « criminels temporels », lesquels remontent le temps pour changer le cours de l'histoire à leur profit.
- Les Chronolithes de Robert Charles Wilson (2001)
- Vacances à Montfaucon, nouvelle de Bernard Werber dans L'Arbre des possibles (2002) : une agence de tourisme temporel organise des vacances dans le passé.
- Bobby Pendragon, série de D. J. MacHale (2002-2010) : les territoires de la Première Terre et de la Troisième Terre représentent la Terre respectivement dans les années 1937 et 5010.
- Le temps n'est rien de Audrey Niffenegger (2003) : un homme souffre d'un mal étrange qui le propulse dans son passé et dans le passé de celle qu'il aime.
- L’Éclat de Dieu de Romain Sardou (2004) : la Première croisade et les Templiers transportées de nos jours.
- La Brèche de Christophe Lambert (2005).
- Timeport, saga de Kevin Bokeili, à savoir Chronogare 2044 (2005) et Speed & Rock'n Roll (2008) : le voyage dans le temps se démocratise et le piratage de l'Histoire commence.
- La Mallette jaune de Carole Boudebesse (2006) : l'intrigue tourne autour d'une porte du temps, qui met en relation des époques et des lieux différents.
- Seras-tu là ? de Guillaume Musso (2006) : un médecin trouve le moyen de revenir 30 ans en arrière et communique avec son « lui » plus jeune de 30 ans.
- Peste (Rant) de Chuck Palahniuk (2007)
- Le Mystère des dieux de Bernard Werber (2007)
- La Théorie des cordes de José Carlos Somoza (2007) : Impact psychologique à la suite d'expériences de visionnage d'images réelles du passé, basées sur une mise en application secrète et scientifique de la théorie des cordes.
- Je reviens te chercher de  Guillaume Musso (2008) : un homme revit la même journée
- Artemis Fowl 6 : Le Paradoxe du temps (2008)
- La Carte du temps de Félix J. Palma (2008) : un inventeur de 1896 présente sa machine à voyager dans le temps.
- L'Anneau de Moebius de Franck Thilliez (2008) : Stéphane Kismet, personnage du roman, fait des rêves prémonitoires.
- Le Temps de François Martini (2009) : Le héros perçoit le temps comme une quatrième dimension et s'égare dans le temps qui se dérègle rapidement.
- La Trilogie des gemmes de  Kerstin Gier (2009-2010) : l’héroïne, Gwendolyn Shepherd, découvre qu'elle est porteuse d'un gène permettant de voyager dans le temps avec une machine, appelée chronographe.
- La Parallèle Vertov de Frédéric Delmeulle (2010)
- Les Manuscrits de Kinnereth de Frédéric Delmeulle (2010)
- Black-out de Connie Willis (2010): En 2060, les voyages dans le temps sont devenus chose courante : des dizaines d’historiens partent d’Oxford pour se rendre à la guerre de Sécession, Pearl Harbor ou dans les Croisades.
- Via Temporis (2011) : série de romans jeunesse mettant en scène les aventures dans le temps d'un couple de jeunes étudiants parisiens.
- Strom, trilogie d'Emmanuelle et Benoît de Saint Chamas (2010-2011) : contient une « théorie des portails » permettant de voyager dans le temps.
- 22/11/63 de Stephen King (2011)
- Les Arcanes du temps (2013) de Lionel Behra. Explique les mystères de Jeanne d'Arc par le voyage dans le temps.
- Voyageurs de passages, tome 1, Tôt ou tard (2013) de Pierrette Beauchamp
- Voyageurs de passages, tome 2, Pour le temps qu'il nous reste (2013) de Pierrette Beauchamp
- Le Projet Abraxa de Frédéric Delmeulle (2013)
- La série Les Chroniques de St Mary de Jodi Taylor (2013-2021)
- Time Riders, série composée de 9 tomes écrite par Alex Scarrow
- Les Protecteurs de Thomas Mullen  (2014)
- Au-delà d'un destin de Jean-Marc Dhainaut (2016)
- Spores après métaux de Frank Perro (2016)
- Jérusalem (2017), roman d'Alan Moore
- La vraie vie d'Adeline Dieudonné (2018)
- Voyages en uchronie & ailleurs (Jean-Jacques Régnier, blogger de Loire, 2024)[1]

## Séries télévisées
Par ordre alphabétique
- 11/22/63 (mini-série de 2016) : un professeur voyage en 1960 et tente d'empêcher l'assassinat de John F. Kennedy.
- 12 Monkeys,  au cours du XXIe siècle, une épidémie a ravagé la Terre et décimé 93,6 % de l'humanité. Les personnages de la série voyagent donc dans le temps afin d'empêcher la propagation du virus.
- Alana ou le futur imparfait (série de 1992) : Alana, une adolescente de l'année 3000, se retrouve coincée au Sud de Sydney, en Australie en l'an 1990.
- American Dragon: Jake Long : au cours de l'épisode 8 de la saison 2, Jake se sert du sablier Chronos pour remonter le temps et transformer son père en mec cool.
- Au cœur du temps (série de 1966) : deux scientifiques sont envoyés dans le passé ou dans le futur à l'aide d'un chronogyre (tunnel temporel) ; ils tentent d'empêcher certains événements de se dérouler (Titanic, Pearl Harbor, etc.) mais le plus souvent en vain.
- Au-delà du réel : L'aventure continue : certaines épisodes abordent le voyage dans le temps.
- Au delà du miroir : Jo Tiegan, une adolescente de 1997 traverse son miroir et se retrouve dans sa chambre mais en 1919.
- Ashes to Ashes, série télévisée suite de Life on Mars.
- Les Aventures de Sonic (dans plusieurs épisodes).
- Babylon 5 : épisodes concernant la station fantôme Babylon 4.
- Bob l'éponge : épisode 14 de la saison 1 (première partie), Voyage dans le Temps.
- Boku dake ga inai machi de A-1 Pictures : anime tiré d'un manga de Kei Sanbe, histoire d'un jeune homme capable d'arrêter le temps quand un drame va arriver.
- Castle : un voyageur temporel est au cœur de l'intrigue de l'épisode 6-05 "Time will tell" (2013) de la série.
- Chair de poule, d'après R. L. Stine.
- Charmed : les héroïnes Prue (puis Paige), Piper et Phoebe voyagent dans le temps à plusieurs reprises pour des raisons diverses : pour donner naissance à leur aïeule, pour ressusciter l'une d'entre elles, lorsqu'elles sont enfermées dans une boucle du temps infernale, les fils de Piper arrivent parfois du futur, elles visitent des vies antérieures ou vont dans le futur pour voir leurs vies.Il arrive que ce soit d'autres créatures qui viennent du futur.
- Chapeau melon et bottes de cuir : plusieurs épisodes, dont Escape in time, abordent le sujet.
- Chérie, j'ai rétréci les gosses : quelques épisodes abordent le sujet.
- Code Lyoko : le scientifique Franz Hopper, après avoir découvert les fonctions de retour temporel sur son supercalculateur quantique, s'en sert pour revivre la même journée et gagner du temps pour poursuivre ses travaux. Les héros de la série se servent du retour vers le passé pour annuler les dégâts provoqués par les attaques de l'intelligence artificielle XANA.
- Code Quantum : un physicien découvre puis subit involontairement un moyen de voyager dans le temps par « sauts quantiques » pour « réparer les erreurs du passés » (dixit le générique)
- Continuum (2012) : en 2077, Kiera Cameron est un agent du gouvernement qui tente d'appréhender les condamnés à mort qui se sont échappés.
- Crime Traveller (en) d'Anthony Horowitz : un duo de détectives tente d’élucider les crimes du passé.
- Dark : quatre familles, traumatisées par la disparition d’un enfant de douze ans en pleine forêt, tentent de résoudre les mystères qui entourent Winden, une ville de fiction. L'histoire recommence tous les 33 ans.
- Do Over, à la suite d'un électrochoc, notre héros se retrouve 20 ans dans le passé.
- Doctor Who, où le personnage principal, le Docteur, voyage grâce à son vaisseau spatio-temporel à travers le temps et l'espace, accompagné de personnages le plus souvent originaires de l'époque de diffusion des épisodes concernés.
- Draculi & Gandolfi, dans la saison 3 intitulé Chevalier Academy, les personnages médiévaux se retrouvent envoyés en enfer, un enfer qui n'est autre qu'une émission de télé réalité contemporaine.
- Flash : grâce à leurs pouvoirs, les supersoniques de la série voyagent régulièrement dans le temps.
- Fringe, où les Observateurs, une race humaine venue du XVIe siècle envahit la Terre en 2015.
- Futurama, dans l'épisode Retour vers les futurs.
- Future Man
- Gunbuster ayant été projetées à une vitesse proche de C par l'explosion d'un vaisseau les héroïnes retournent sur Terre environ 10 000 ans après ladite explosion.
- Dans Heroes, Hiro Nakamura et Peter Petrelli sont dotés du pouvoir de « courber l'espace-temps », ce qui leur permet d'une part d'arrêter le temps et de voyager dans le temps, et d'autre part de se téléporter dans une distance plus ou moins vaste.
- Le personnage principal de Journeyman peut voyager dans le temps comme il le souhaite.
- Joséphine, ange gardien. Dans l'épisode 41, Le secret des templiers, (2008), Joséphine va remonter jusqu'au Moyen Âge pour mettre fin à la malédiction qui touche une famille noble française. Elle voyagera à nouveau dans le temps, en 1942, dans l'épisode 49, Joséphine fait de la résistance, (2010) pour blanchir un ancien résistant accusé à tort d'avoir trahi son réseau en le dénonçant à la Gestapo, ainsi que dans l'épisode 80 où elle voyage en 1962 pour enquêter sur la disparition d'enfants enlevés à la naissance.
- Kim Possible, dans les épisodes 15, 16 et 17 de la saison 2, le docteur Draken s'empare du « singe du temps » pour dominer le monde.
- Dans la série Les 4400, où 4 400 personnes enlevées dans le passé reviennent dans le présent pour modifier le futur et sauver l’humanité.
- Les Dalton : dans l'épisode 38 de la saison 1, Les Dalton remettent les pendules à l'heure.
- Les Voyageurs du temps, où une équipe de « voyageurs », agents d'opérations spéciales, est envoyée au XXIe siècle depuis un futur où la survie de l'espèce humaine est menacée.
- Legends of Tomorrow est une série basée sur le voyage dans le temps, parlant d'une équipe de super-héros (personnages des séries Flash et Arrow) qui voyage dans le temps à bord d'un vaisseau pour réparer les anomalies temporelles.
- L'Âge de cristal : Dans l'épisode 5,  Logan 23, Jessica 6 et Rem rencontrent un homme qui prétend venir du futur. Il s'avère plus tard que cet homme et son invention sont la cause du monde post-apocalyptique où vivent Logan, Jessica et Rem.
- La Ligue des justiciers voyage dans le temps à plusieurs reprises, que ce soit dans le passé ou le futur.
- Le Loup-garou du campus, un des épisodes montre Tommy et Merton retournant en 1989 afin de changer la destinée de Tommy mais un communiste acharné leur complique la tâche…
- Life on Mars
- H. G. Wells, un auteur connu pour ses récits de science-fiction, apparaît dans Loïs et Clark.
- Dans Lost, Desmond Hume voyage dans le temps mentalement. Plusieurs personnages voyagent physiquement dans le temps.
- La Planète des singes
- La Quatrième Dimension : certaines épisodes aborde le voyage dans le temps.
- Nick Cutter et les Portes du temps (Primeval), série télévisée où des anomalies dans le champ spatio-temporel font apparaître des créatures préhistoriques à notre époque.
- Ma sorcière bien-aimée : Samantha, Jean-Pierre, Endora et la Tante Clara, grâce à la magie, voyagent plusieurs fois dans le passé et, parfois, des personnages du passé leur rendent visite.
- MacGyver avec Richard Dean Anderson auquel il arrive plusieurs « voyages temporels » qui ressemblent plus à des rêves mais desquels il revient toujours avec un objet qui date d'une autre époque (notamment dans les épisodes 7.131 et 7.132 MacGyver le Preux I et II).
- Médium : l'héroïne voit des images du futur ou du passé, et essaie d'empêcher ou de réparer les actes de criminels ou des accidents matériels
- Misfits : le personnage de Curtis Donovan a le pouvoir de remonter dans le temps.
- Odyssey 5 : Un groupe de 5 personnes est renvoyé dans le temps après avoir assisté à la destruction de la terre.
- Once Upon a Time : durant les deux derniers épisodes de la saison 3, deux personnages remontent dans le temps accidentellement à cause d'un portail magique ; le sort lancé au cours de la saison 7 implique également un voyage dans le temps en plus d'un changement de monde, ainsi qu'une boucle de causalité.
- Outlander : une jeune infirmière en lune de miel en Écosse se trouve happée par un cercle de pierre et se réveille en 1743.
- Phil du futur : un ado venant de 2121 se retrouve coincé dans une famille de l'année 2005.
- Power Rangers : La Force du temps : une équipe de Power Rangers vivant en l'an 3000 suivent les antagonistes en l'an 2001.
- Rick et Morty
- Roswell
- Sept jours pour agir : Frank Parker retourne sept jours dans le passé pour changer les événements.
- Les Simpson, notamment dans la troisième partie de l'épisode Simpson Horror Show V (saison 6, épisode 6), intitulée Time and Punishment où Homer Simpson, après avoir « réparé » son grille-pain, se retrouve à la Préhistoire qu'il a le malheur de modifier…
- Sliders : Les Mondes parallèles, où dans un épisode, le temps avance à l'envers.
- Smallville possède plusieurs épisodes où le personnage voyage dans le temps.
- Les Sorciers de Waverly Place : dans l’épisode 2 de la saison 1 Alex jette un sort qui permet de voyager 5 minutes dans le passé 18 fois, afin d'aider son frère à embrasser une fille. Dans l'épisode 25 de la saison 4 les Russo remontent dans le temps pour sauver leur sandwicherie,
- Stargate SG-1 : L'Histoire sans fin (saison 4, épisode 6, boucle temporelle), 1969 (saison 2, épisode 21, voyage dans le temps) Une Question de Temps (saison 2, épisode 16, temps ralenti par un trou noir),
- Stargate Atlantis, notamment quand John Sheppard se retrouve dans un futur lointain : Le dernier homme (saison 4, épisode 20)
- Stargate Universe, voyages dans le temps : Les Naufragés du temps (saison 1 épisode 8) et Rush² (saison 2 épisode 12).
- De nombreux épisodes des différentes séries Star Trek abordent le voyage dans le temps.
- Static Choc : dans l'épisode Retour vers le futur, le héros retourne dans le passé pour tenter d'empêcher l'assassinat de sa mère.
- Steins;Gate (la série animée).
- Supernatural : Dean Winchester est renvoyé dans le passé, tantôt par des anges début des années 1970 où il fera la connaissance de son père et de sa mère, alors jeunes; tantôt par Chronos où il rencontrera Eliot Ness et fera équipe avec celui-ci pour défaire le dieu précité.
- Terra Nova, des colons de 2149 utilisent une faille spatio-temporelle reliée à 85 millions d'années en arrière à la fin du Crétacé, pour recréer une civilisation.
- Time Squad, La série met en scène trois patrouilleurs du temps qui doivent remonter le temps pour préserver le cours de l'histoire.
- Timecop (1997)
- Timeless : un trio composé d'une historienne, d'un scientifique et d'un soldat voyagent dans le temps pour contrer les agissements d'un groupe terroriste qui cherche à altérer le temps.
- Twilight Zone, de nombreux épisodes ont pour toile de fonds le voyage dans le temps.
- Umbrella Academy, un personnage peut se projeter dans le temps et l'espace
- La Vie de croisière de Zack et Cody : dans l’épisode 6 de la saison 1 Cody remonte le temps pour avouer ses sentiments à la fille qu'il aime. Dans l’épisode 27 de la saison 2 Cody et ses amis vont vers le futur pour sauver le vaisseau spatial Tipton des Fourmiliens.
- Voyages au bout du temps, série américaine produite par la NBC (1982-83) dont le meilleur épisode reste Barriers of Sound (ép. 19).
- Le Voyageur des siècles, scénario de Noël-Noël.
- Warehouse 13, saison 3
- X-Files, dans le premier épisode de la saison 1 (Nous ne sommes pas seuls), l’épisode 19 de la saison 4 (Aux frontières du jamais), et l'épisode 3 de la saison 6 (Triangle).
- Romance, série dans laquelle le héros, fasciné par la photo prise en 1960 d'une jeune femme, voyage dans le temps pour la retrouver.
- Dans la Saison 2 de Star Trek: Discovery, les membres d'équipage du vaisseau sont confrontés aux apparitions d'un mystérieux "ange rouge", qui s'avère être un voyageur temporel. A l'aide de la technologie de sa combinaison, le Discovery et son équipage sont propulsés 930 ans dans le futur.

## Web-série
- Draculi & Gandolfi saison 3, qui décrit un voyage dans le temps où des personnages médiévaux se retrouvent dans émission de télé-réalité contemporaine.
- Le Visiteur du futur, une web-série dans laquelle un homme venu d'un futur apocalyptique tente de modifier le passé pour sauver son présent

## Jeux vidéo
Par ordre alphabétique
- Ape Escape
- Achron (en)
- BioShock Infinite
- Blinx: The Time Sweeper
- Body Harvest
- Blood Omen: Legacy of Kain
- Braid : tout le jeu est basé sur la capacité du héros à remonter dans le temps afin de résoudre différentes énigmes.
- Bugs Bunny et Taz : La Spirale du temps
- Bugs Bunny : Voyage à travers le temps
- Code Lyoko : Plongez vers l'infini : Odd a le pouvoir de ralentir le temps.
- Command and Conquer : Alerte rouge (trilogie) : dans une réalité alternative, Albert Einstein découvre le moyen de voyager dans le temps en 1946 et décide de remonter dans le temps jusqu'en 1924 pour empêcher la Seconde Guerre mondiale de se produire.
- Crash Bandicoot 3: Warped
- Chrono Trigger et Chrono Cross
- Daikatana
- Doraemon 3
- Dark Cloud et Dark Chronicle
- Maniac Mansion: Day of the Tentacle
- Doctor Who
- Dragon Quest VII
- Duke Nukem: Zero Hour : Nukem utilise une machine pour aller dans le futur après la guerre nucléaire qui a frappé New-York, laissant la ville peuplée de zombies et une Statue de la Liberté cassée en deux. Nukem prononce alors un Damn you all! (un clin d'œil au film La Planète des singes avec Charlton Heston). Il utilise également la machine pour retourner au Far-West et descendre le Général Custer, à Londres (Whitechapel) où il tue Jack l'Éventreur, et enfin en 1912 pour couler le Titanic (avec une voiture portant une trace de main sur la vitre au fond de la cale, un clin d'œil au film de James Cameron) et retourne enfin dans le présent qui est, bien entendu, quelque peu modifié.
- Explora, Explora II et Explora III
- Final Fantasy et Final Fantasy VIII ainsi que Final Fantasy XI depuis l'extension Les Guerriers de la Déesse.
- Fire Emblem: Awakening
- The Flintstones: The Rescue of Dino and Hoppy
- God of War II, le héros utilise le pouvoir des Moires pour retourner dans le passé.
- Jak and Daxter, et notamment dans Jak II et Jak 3.
- The Journeyman Project, The Journeyman Project : Buried in time et The Journeyman Project : Legacy of time
- Kingdom Hearts II, Kingdom Hearts 3D: Dream Drop Distance : Dans Kingdom hearts II, Sora et ses compagnons traversent une porte afin de retourner dans le passé, à l'époque des débuts de l'animation Disney. Le monde qu'ils visitent est d'ailleurs en noir et blanc, la qualité du son est réduite, et l'aspect des personnages est modifié afin de correspondre au style graphique des premiers dessins animés de Walt Disney. Dans Kingdom Hearts : Dream Drop Distance, il est fait mention que l'antagoniste principal a voyagé dans le temps afin de ramener à l'époque de Sora et de Riku douze versions de lui-même. Il est aussi fait mention qu'au début du jeu, Sora et Riku auraient aussi voyagé dans le temps afin de remonter à peu près deux ans en arrière, à l'époque où ils s'apprêtaient à quitter les îles où ils ont grandi.
- The Lapins Crétins : Retour vers le passé et The Lapins Crétins 3D, où les lapins crétins ont découvert une machine à laver leur permettant de voyager dans le passé.
- Legacy of Kain
- The Legend of Zelda: Ocarina of Time, Majora's Mask, Oracle of Ages et The Legend of Zelda: Skyward Sword. Un aspect particulier du voyage dans le temps est évoqué dans chacun des trois jeux.  Dans The Legend of Zelda: Ocarina of Time, Link, enfant, retire l'Epée de Légende de son socle de pierre, à la suite de quoi son âme repose pendant sept longues années dans le Temple du Temps jusqu'à ce que son corps soit celui d'un adulte, afin qu'il soit prêt à affronter le terrible Ganondorf ; mais Link peut revenir sept ans en arrière en replaçant l'épée dans son socle, et retrouver aussi son corps d'enfant. Dans Majora's Mask, il n'a que trois jours pour sauver Bourg-Clocher de la destruction totale, le Chant du Temps lui permettant de revenir à l'aube du premier jour, mais ceci implique de devoir refaire la plupart des actes qu'il avait effectués (notamment les rencontres avec les personnages du jeu) ; notons que le Chant du Temps accéléré lui permet d'avancer le temps jusqu'au crépuscule ou jusqu'à l'aube. Dans Oracle of Ages, on retrouve la loi de causalité : toute action faite dans le passé influe sur le « présent ». Dans The Legend of Zelda: Skyward Sword, on voyage 3000 ans dans le passé grâce à la porte du temps, ainsi que dans le Désert de Lanaryu grâce aux chronolithes qui sont des pierres qui remontent le temps dans la zone qui les entoure, ce qui sera très utile à Link pour avancer dans sa quête.
- Lego Marvel Super Heroes 2
- Les Sims 3, l'add-on Ambitions permet de fabriquer une machine à explorer le temps. L'add-on En Route Vers le Futur permet de voyager ou de vivre dans un monde futuriste.
- Life is Strange, où l'héroïne Maxine Caulfield a le pouvoir de revenir soit quelques minutes dans le passé en l'absence de tout support, soit jusqu'à plusieurs années en se concentrant sur une photographie.
- Lost in Time
- The Lost Vikings II
- La Machine à voyager dans le temps
- Maniac Mansion: Day of the Tentacle
- Mortal Kombat
- Mario et Luigi : Les Frères du temps
- Mario's Time Machine sorti sur Nes en 1993. Ce jeu vidéo, à but éducatif, permet à Mario de rencontrer des personnages tels Isaac Newton et Thomas Edison, entre autres.
- Onimusha 3: Demon Siege : Samanosuke Akeshi, un samouraï du Japon féodal, se retrouve projeté dans la France de 2004. Le deuxième personnage, Jacques Blanc, joué par Jean Reno, est un agent français de la DGSE qui se retrouve, lui, projeté au Japon du XVIe siècle.
- Prince of Persia : Les Sables du temps
- Professeur Layton et le Destin Perdu
- Quantum Break
- Radiant Historia
- Radiant Silvergun : Dans le mode Histoire, à la fin du Stage 3, l'équipage du TETRA est ramené un an en arrière par le mystérieux objet octaédrique, juste avant les événements précédant l'annihilation de l'humanité, ce qui constitue l'arc narratif du Stage 2. Au début du Stage 4 ils reviennent dans le temps présent, juste après les événements du Stage 3, comme s'ils n'avaient pas voyagé dans le temps. A la fin du jeu, après le combat contre le boss final, l'octaèdre les fait de nouveau voyager, partant de l'an 2521 de notre ère pour arriver en l'an 100 000 avant notre ère.
- Ratchet and Clank: A Crack in Time
- Rayman 2: The Great Escape et Rayman 3: Hoodlum Havoc
- Robotrek
- Secret of Evermore
- Shadow of Memories
- Sly Cooper : Voleurs à travers le temps
- Sonic CD
- Spider-Man : Aux frontières du temps
- Spyro 2: Gateway to Glimmer
- Singularity
- Steins;Gate, où les protagonistes envoient des messages par téléphone dans le passé par l'intermédiaire d'un four à micro-ondes.
- Tales of Phantasia
- Teenage Mutant Hero Turtles: Turtles in Time
- Time Gal
- Timespinner
- TimeSplitters (trilogie)
- TimeShift : Une combinaison ayant le pouvoir de ralentir, d'arrêter ou de remonter le temps.
- Titanic : Une aventure hors du temps
- Tomb Raider: Legend : lorsque Lara regarde dans le miroir et voit le reflet de sa mère dans le passé.
- Vexx
- Les Voyageurs du temps
- Where in Time is Carmen Sandiego?
- World of Warcraft: The Burning Crusade, instances des Grottes du temps.